# Riserva naturale Monte Velino
La riserva naturale Monte Velino è una riserva naturale orientata che si estende tra i territori di Magliano de' Marsi e Massa d'Albe (AQ), in Abruzzo, e in una porzione del comune di Borgorose (RI), nel Lazio. Istituita nel 1987, è compresa nel parco naturale regionale Sirente-Velino. Con una superficie di 3.550,00 ettari, appartenente al massiccio del monte Velino, confina a nord con la riserva regionale Montagne della Duchessa, in territorio laziale (Valle del Salto-Cicolano). A Magliano de' Marsi si trova la sede del museo dell'uomo e della natura, dedicato alla biodiversità dell'area protetta.

## Storia

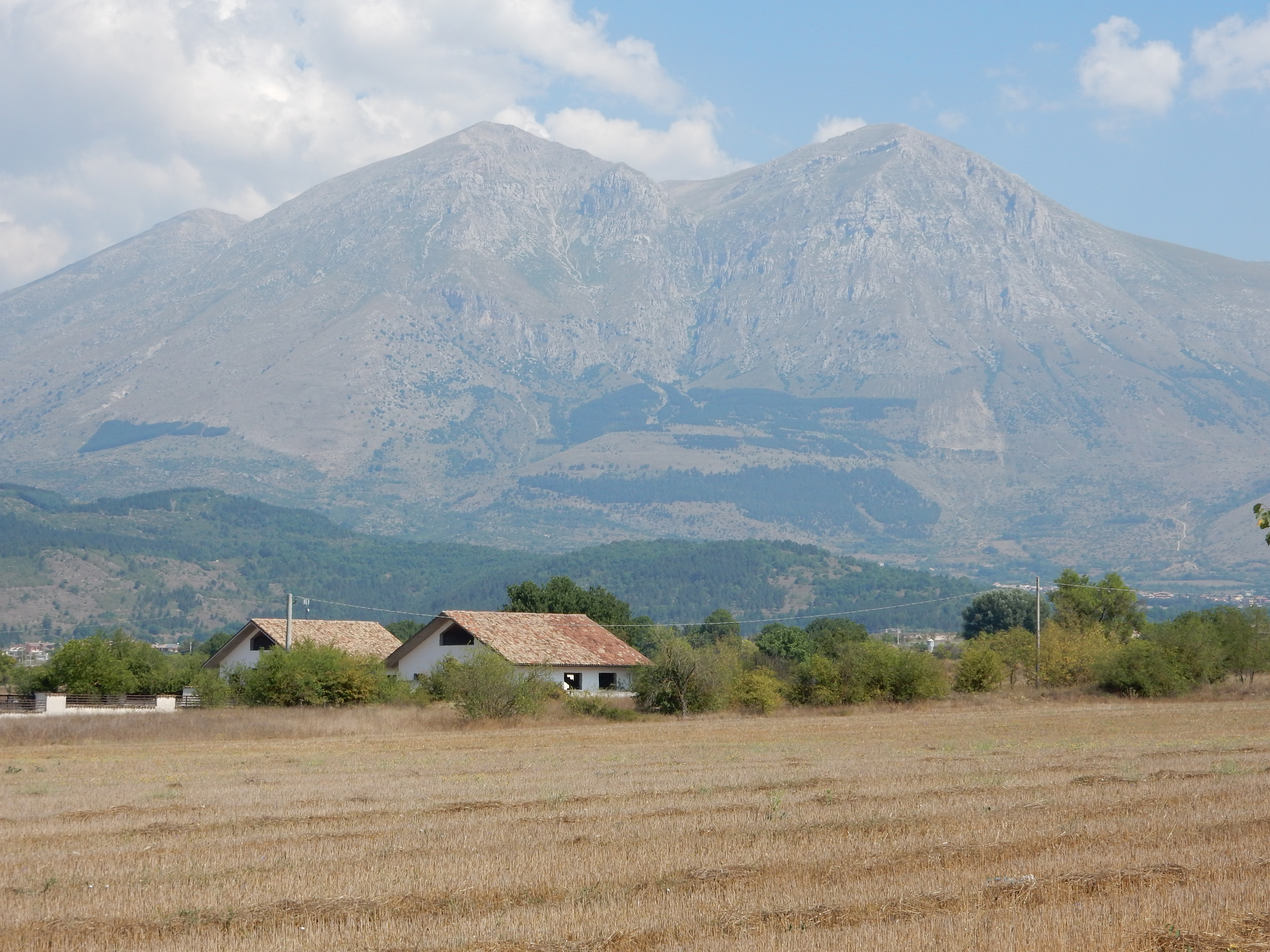
Il monte Velino

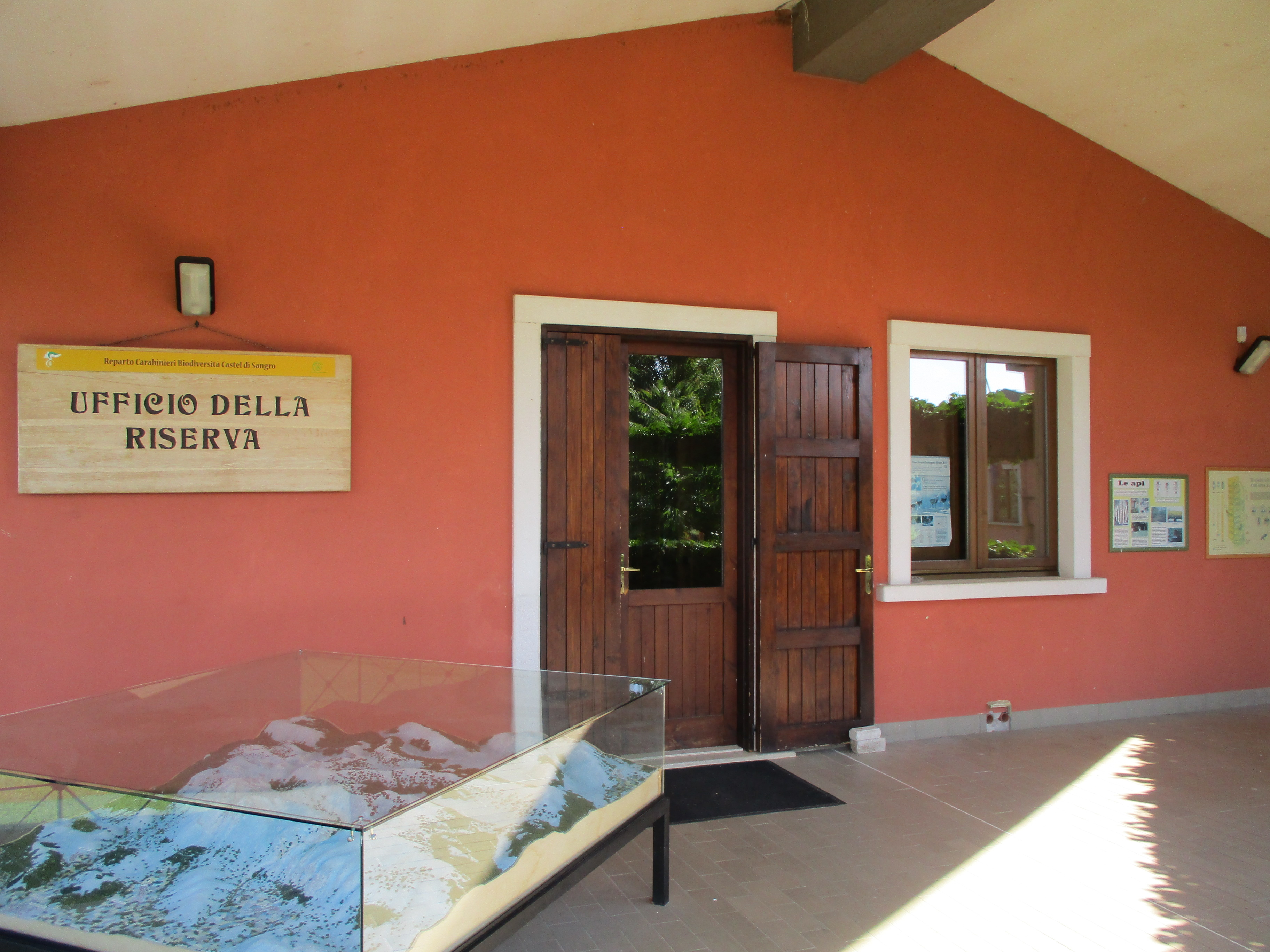
Sede della riserva a Magliano de' Marsi

La riserva è stata istituita con Decreto Ministeriale n. 427 del 21 luglio 1987, in un territorio in cui fin a partire da metà degli anni sessanta si è cercato di costituire una serie di aree protette. La riserva del Monte Velino segue l'istituzione di importanti aree di tutela sul monte Sirente, l'altro monte della catena. Si trova all'interno del parco naturale regionale Sirente-Velino. 
L'area protetta rappresenta la naturale prosecuzione dell'adiacente riserva regionale Montagne della Duchessa ricadente nella limitrofa provincia di Rieti. L'ente gestore è l'ufficio territoriale dei Carabinieri per la tutela della biodiversità e dei parchi di Castel di Sangro.

## Ambiente

### Flora
Moltissime le piante e i fiori tipici dell'area protetta: genziana, iris marsica, narciso, giglio rosso, rare peonie, viola eugeniae e varie specie di orchidee.

### Fauna
Uno dei progetti relativi alla reintroduzione e tutela delle specie faunistiche è quello denominato Oasi del cervo, avviato negli anni novanta per favorire il ripopolamento del cervo su tutta la catena del parco Sirente-Velino. 
Fra i mammiferi sono presenti oltre al cervo, all'orso bruno marsicano e al lupo appenninico, il gatto selvatico, la martora, il capriolo, l'istrice, il ghiro. 
Fra gli uccelli il martin pescatore, il gracchio, varie specie di picchio, il fringuello, l'averla, lo sparviero, il corvo imperiale, reintrodotto in quest'area nel 1995 dal Corpo Forestale dello Stato, e il grifone, reintrodotto anch'esso negli anni novanta.
Fra i rettili più presenti si segnalano il serpente cervone e la rara vipera orsini.
Tra gli anfibi il tritone, la rana rossa appenninica, la salamandra e la salamandrina.